# Kegyetlen asszony
A Kegyetlen asszony (Vérszívó asszony-ként is ismert) a Pokolgép zenekar kislemeze, amely 1983-ban jelent meg. A zenekar az 1983-as Ki mit tud? című televíziós tehetségkutató show-műsorban második helyezést ért el, amely egy kislemez kiadásának lehetőségét nyitotta meg előttük. Így készült el a Kegyetlen asszony kislemez. A dal nem a Pokolgéptől később megszokott heavy metal stílusban íródott. Ennek oka, hogy a zenekar ez idő tájt - a szélesebb körű ismertség reményében - kísérletezett a rock zene egy szélesebb közönség által befogadható irányával, azonban hamar visszatértek a fémzenéhez, kiváltva ezzel az akkori rendszer ellenszenvét, így a Kegyetlen asszony megjelenése után, a zenekar nem kapott lehetőséget nagylemez felvételére.
A dal érdekessége, hogy a későbbi, 1985-1990 közötti klasszikus felállásban is szereplő Kalapács József énekes és Kukovecz Gábor gitáros mellett a dalban szerepel még két alapító tag, Varga Tibor billentyűs és Paksi Endre basszusgitáros is, akik még a kislemez megjelenésének évében elhagyták a zenekart (Paksi később megalapította az Ossian zenekart), a dobokon pedig az a Neográdhy Dezső játszik, aki a Pokolgép nevet adta a zenekarnak.
A Kegyetlen asszony szerzője Kukovecz és Paksi. A dalszöveg témája a férfit kihasználó nőszemély alakja, amely visszatért a zenekar későbbi számaiban, például a Démon-ban (Totális metál), de Paksi magával vitte az Ossianba is (Gonosz asszony - Acélszív).
A dal megjelent a zenekar első nagylemeze, a Totális metál 2003-as és 2012-es újrakiadott változatán is.

## A kislemez dalai
1. Kegyetlen asszony - (Kukovecz - Paksi) - 4:32

## Közreműködők
- Kalapács József - ének
- Kukovecz Gábor - gitár
- Paksi Endre - basszusgitár
- Neográdhy Dezső - dob
- Varga Tibor - billentyűs hangszerek